# Ronald Lo Presti
Ronald Lo Presti (Williamstown, 28 oktober 1933 – Tempe, 25 oktober 1985) was een Amerikaans componist, muziekpedagoog en klarinettist.

## Levensloop
Lo Presti studeerde aan de bekende Eastman School of Music in Rochester bij Louis Meninni en Bernard Rogers en behaalde aldaar zijn Bachelor of Music als zijn Master of Music (1956) met de compositie Two symphonic sketches. Vervolgens werd hij muziekleraar en klarinetinstructeur aan diverse openbare scholen. Later werd hij docent aan de Texas Tech University in Lubbock en vervolgens aan het Indiana State College (Pennsylvania) in Indiana. In 1964 werd hij docent voor muziektheorie aan de Arizona State University in Tempe. Tot zijn leerlingen behoorden onder anderen Eugene Anderson, Charles Marlowe en Donald Young.
Hij was huiscomponist van de Ford Foundation. Van deze institutie ontving hij ook meerdere studiebeurzen. 

## Composities

### Werken voor orkest
- 1956 Two symphonic sketches, voor orkest
- 1956 The Masks[1]
- 1961 Llano Estacado (The Staked Plain)
- 1962 Tribute, voor gemengd koor en orkest - tekst: Walt Whitman
- 1965 Nocturne, voor altviool en strijkorkest
- 1967 Symphony No. 1
- Symphony No. 2 "From the Southwest"
- Concert, voor fagot en kamerensemble
- Kansas overture
- Prelude and Fugue, voor strijkorkest

### Werken voor harmonieorkest
- 1955 The Masks
- 1959 Prelude
- 1960 Tribute, voor gemengd koor en harmonieorkest - tekst: Walt Whitman - (ook in een versie voor gemengd koor en orkest (of piano))
- 1963 Pageant overture, voor harmonieorkest
- 1964 Elegy for a Young American[2] - in memoriam President John F. Kennedy
- 1968 A Festive Music
- 1974 Ode to independence, voor bariton (solo), gemengd koor en harmonieorkest - tekst: Selah Gridley "Ode to Independence" en Laurence Lo Presti "Elegy for those of wars past"
- 1978 Introduction, chorale and jubilee
- 1981 Tundra
- Suite for Winds

### Muziektheater

#### Opera's
| Voltooid in | titel        | aktes | première                 | libretto |
| ----------- | ------------ | ----- | ------------------------ | -------- |
| 1962        | The Birthday |       | mei 1962, Winfield       |          |
| 1970        | Playback     |       | 18 december 1970, Tucson |          |

### Vocale muziek

#### Werken voor koor
- 1960 Tribute, voor gemengd koor en piano - tekst: Walt Whitman
- 1962 Rain, voor driestemmig kinder- of vrouwenkoor en piano - tekst: Loretta Spatz
- 1964 Meditation, voor gemengd koor en piano (of orgel)
- 1965 Alleluia! Christus natus est, voor gemengd koor en piano (of orgel)
- 1965 Bell song, voor gemengd koor en kinderstemmen met piano

#### Liederen
- Two Civil War songs, voor zangstem en piano - tekst: Howard Halgedahl
  1. Night
  2. Drum Song

### Kamermuziek
- 1952 Suite, voor 8 hoorns[3]
- 1960 Suite, voor 5 trompetten[4]
  1. Intrada
  2. Chorale
  3. Finale
- 1962 Second suite, voor vier hoorns
- 1964 Miniature, voor 2 trompetten, hoorn en trombone
- 1965 duet, voor 2 hoorns
- 1966 March, voor 4 klarinetten, 3 trompetten, triangel, tamboerijn, grote trom
- 1968 Trombone trio, voor 3 trombones
- 1969 Suite, voor 6 fagotten
- 1970 Strijkkwartet
- 1977 Scherzo, voor xylofoon en piano
- 1979 An overture and a finale, voor 8 trompetten
- 1979 Fantasy, voor hoornkwintet
- Variations, voor blaaskwintet

### Werken voor slagwerk
- 1959 Sketch for Percussion
- 1965 Aria, voor marimba en piano
- 1978 Prelude and dance, voor mallets (4 marimba, 2 vibrafoons, buisklokken, chimes en xylofoon)

### Filmmuziek
- 1975 American Indian artists televisie-serie
  1. Allan Houser
  2. Fritz Scholder
  3. Grace Medicine Flower
  4. Helen Hardin
  5. Jaune Quick-to-See Smith
  6. Joseph Lonewolf
  7. Loloma
  8. R.C. Gorman

### Pedagogische werken
- 20 melodic studies, voor klarinet